# Posse de Emílio Garrastazu Médici
O general Emílio Garrastazu Médici foi empossado como o 28º presidente do Brasil em 30 de outubro de 1969, sucedendo a junta militar brasileira de 1969. A junta, composta pelos ministros militares Aurélio de Lira Tavares (Exército), Augusto Ramann Rademaker Grünewald (Marinha) e Márcio de Sousa Melo (Aeronáutica), havia extinto o mandato do presidente Artur da Costa e Silva em 16 de outubro daquele ano, por meio do Ato Institucional nº 16, após já estar governando interinamente desde 31 de agosto. A medida também impediu a posse do vice-presidente, Pedro Aleixo, um civil, que foi excluído da linha de sucessão por decisão dos militares da junta.

## Antecedentes

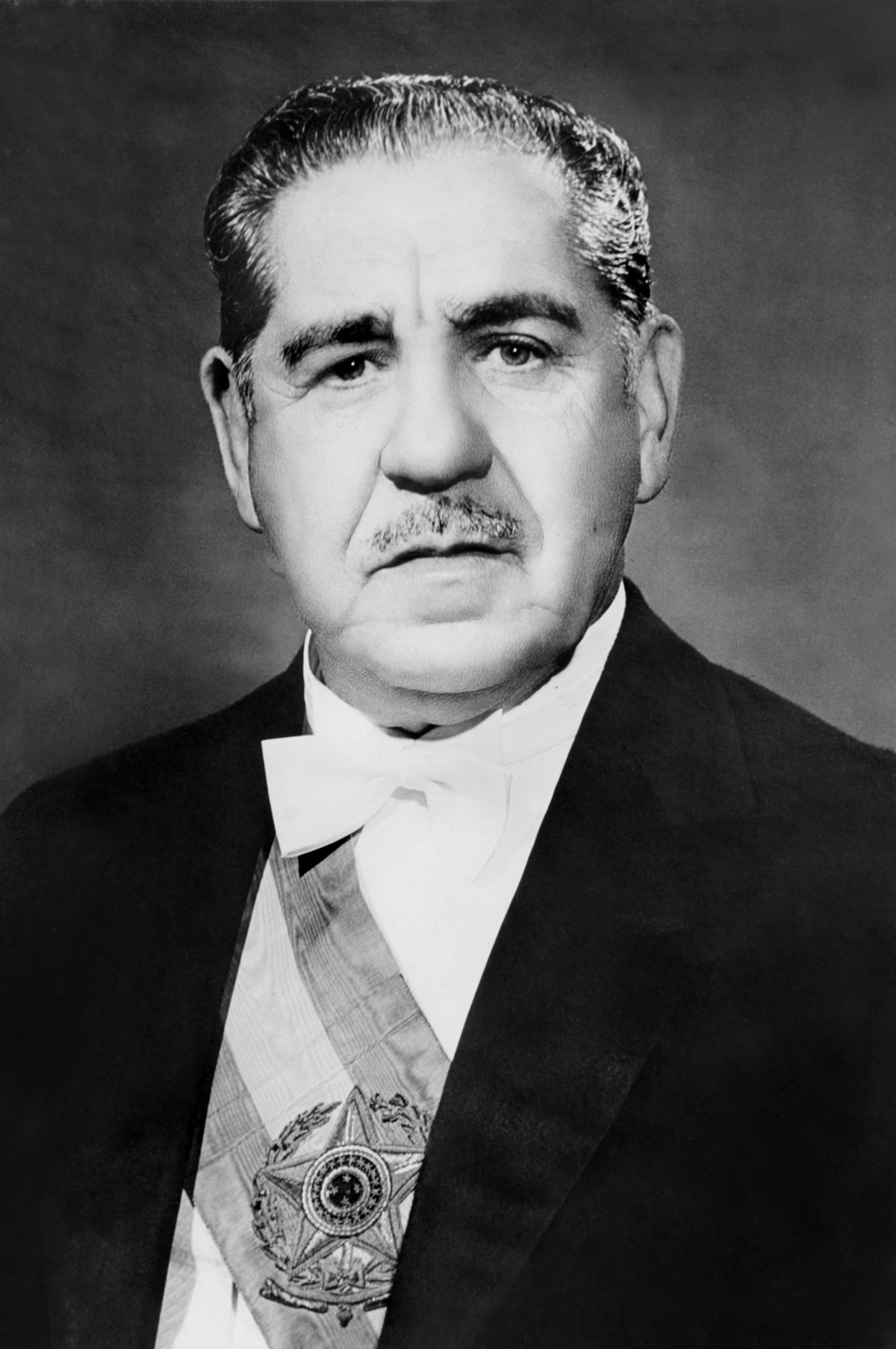
Foto oficial do presidente Artur da Costa e Silva

Durante o governo de Costa e Silva, o regime militar passou por um processo de endurecimento. Foi nesse período que se decretou o Ato Institucional nº 5 (AI-5), o mais severo dos 17 atos institucionais emitidos pela ditadura. O AI-5 permitia a cassação de mandatos de políticos eleitos nas esferas federal, estadual e municipal, autorizava o presidente da República a intervir nos governos estaduais e municipais, e permitia a suspensão de direitos e garantias constitucionais individuais, como o habeas corpus.
Menos de um ano depois, o presidente Artur da Costa e Silva sofreu uma trombose cerebral debilitante. Seu estado de saúde foi mantido em sigilo, inclusive em relação ao vice-presidente Pedro Aleixo. Rapidamente, os ministros militares, Aurélio de Lira Tavares (Exército), Augusto Rademaker (Marinha) e Márcio de Sousa Melo (Aeronáutica), afastaram Costa e Silva de suas atribuições e assumiram o governo por meio do Ato Institucional nº 12, ignorando a linha sucessória e impedindo que Pedro Aleixo, seu vice, assumisse a presidência. O Ato Institucional nº 12 foi anunciado à nação em cadeia nacional pela Agência Nacional.
Em 14 de outubro de 1969, a junta militar baixou o Ato Institucional nº 16 (AI-16), que declarou vagos os cargos de presidente e vice-presidente da República. O ato também convocou uma eleição presidencial indireta pelo Congresso Nacional para o dia 25 de outubro, estabelecendo que o mandato do presidente eleito se encerraria em 15 de março de 1974. Além disso, o AI-16 prorrogou os mandatos das mesas diretoras da Câmara dos Deputados e do Senado Federal até 31 de março de 1970.

## Eleição
As eleições indiretas foram realizadas no Congresso Nacional às 16 horas do dia 25 de outubro de 1969, sob a presidência do senador Gilberto Marinho. Emílio Garrastazu Médici foi eleito presidente da República pelo Colégio Eleitoral com um total de 293 votos. Seu vice-presidente eleito foi o almirante Augusto Rademaker, que presidira a junta militar de 1969 e exercia o cargo de Ministro da Marinha do Brasil.

## Posse

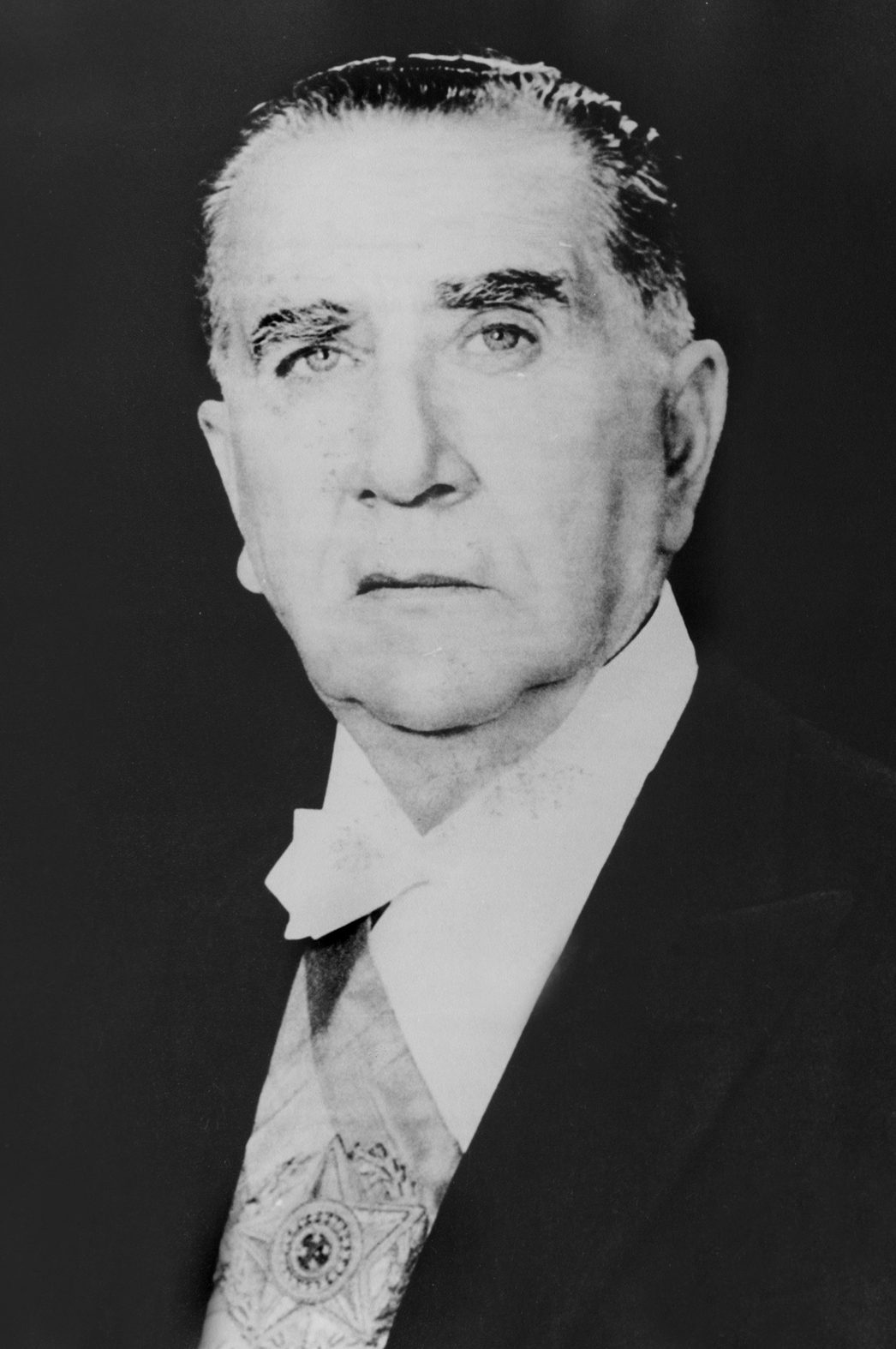
Foto oficial do Presidente Emílio Garrastazu Médici

A cerimônia de posse do presidente Emílio Garrastazu Médici foi marcada para as 10 horas da manhã da quinta-feira, 30 de outubro de 1969, cinco dias após sua eleição indireta pelo Congresso Nacional. O presidente eleito e seu vice, almirante Augusto Rademaker, chegaram ao prédio do Congresso, onde foram recebidos pelos parlamentares e se sentaram ao lado do então presidente do Senado, Gilberto Marinho. Após o discurso de posse, ambos deixaram o Congresso e seguiram para a Praça dos Três Poderes, onde passaram em revista as tropas.
Em seguida, dirigiram-se ao Palácio do Planalto, onde, na sala dos Espelhos, foi realizada a cerimônia de transmissão da faixa presidencial. A faixa foi entregue a Médici pelo próprio vice-presidente Augusto Rademaker, que havia exercido a presidência da junta militar de 1969 e era o comandante da mais antiga das três forças armadas, a Marinha.